# Comissia mathesoni
Comissia mathesoni är en sjöliljeart som beskrevs av McKnight 1977a. Comissia mathesoni ingår i släktet Comissia och familjen Comasteridae. Inga underarter finns listade i Catalogue of Life.